# Euploea crithon
Euploea crithon är en fjärilsart som beskrevs av William Henry Miskin 1890. Euploea crithon ingår i släktet Euploea och familjen praktfjärilar. Inga underarter finns listade i Catalogue of Life.